# Pietro Pavan
Pietro Pavan (Povegliano, 30 agosto 1903 – Roma, 26 dicembre 1994) è stato un cardinale italiano; venne nominato cardinale della Chiesa cattolica da papa Giovanni Paolo II.

## Biografia
Pavàn studiò a Roma, come alunno dell'Almo Collegio Capranica, e a Padova filosofia, teologia ed economia. Laureatosi, fu ordinato prete l'8 luglio 1928. Dal 1933 al 1946 insegnò nel seminario di Treviso.
Nel luglio del 1943 prese parte ai lavori che portarono alla redazione del Codice di Camaldoli.
Nel 1946 fu nominato consigliere dell'Istituto Cattolico per le Attività Sociali. Dal 1948 al 1969 insegnò nella Pontificia Università Lateranense, della quale fu poi rettore dal 1969 al 1974.
Collaborò con papa Giovanni XXIII nella redazione delle encicliche Mater et Magistra e Pacem in Terris.
Partecipò al Concilio Vaticano II come esperto, intervenendo nella terza sessione del settembre del 1964 per sostenere il principio della libertà religiosa, che si opponeva alla «tolleranza religiosa» dello schema preparatorio presentato dal cardinale Alfredo Ottaviani.
Godette di molto prestigio come studioso della dottrina sociale della Chiesa.
Fu creato cardinale da papa Giovanni Paolo II il 25 maggio 1985; il papa lo dispensò, in ragione dell'età avanzata, dall'ordinazione episcopale. 
Morì a Roma il 26 dicembre 1994 e fu tumulato nella cappella delle Figlie della Chiesa nel cimitero del Verano.